# Кричевська Любов Яківна
Любов Яківна Кричевська (кінець 18 століття, хутор Кричевка Соколівської волості Зміївського повіту Харківської губернії — приблизно 1865, там само) — українська поетеса, письменниця.

## Біографія
Точна дата народження Любові Кричевської не відома. Народилася вона на хуторі Кричевка Соколівської волості Зміївського повіту Харківської губернії.
Її мати, Анастасія Василівна, належала до роду Шидловських і була рідною сестрою матері Григорія Квітки-Основ'яненка
Друкувала свої вірші в «Українському віснику» 1816 і 1817 і видала їх завдяки Григорію Квітці-Основ'яненку в Харкові:
- «Мої вільні хвилини» (1817),
- «Історичні анекдоти» (1826),
- «Немає добра без нагороди» (драма, 1826)

і дві повісті (1827 і 1837).
У 1837 році вийшов друком її роман «Граф Горський».
Пізніше, у 1839 та 1841 роках, Любов Кричевська згадується в листах Григорія Квітки-Основ'яненка до П. О. Плєтньова. Подальша її доля не відома
Померла Любов Кричевська приблизно у 1865 році на хуторі Кричевка